# AFC Astra Giurgiu
Asociația Fotbal Club Astra Giurgiu, cunoscut sub numele de Astra Giurgiu, sau pe scurt Astra, a fost un club profesionist de fotbal din Giurgiu, județul Giurgiu, România, care a evoluat ultima oară în sezonul 2022-2023 al Ligii a III-a.
Clubul a fost fondat în 1921 la Ploiești sub numele Clubul Sportiv Astra-Română, pentru ca în anul 2012 să se mute la Giurgiu, sub conducerea omului de afaceri Ioan Niculae. Odată cu venirea acestuia la echipă în 1990, Astra s-a transformat dintr-o echipă care și-a petrecut majoritatea istoriei în ligile inferioare, într-o echipă de prima ligă, fiind pentru prima dată promovată în primul eșalon în sezonul 1998-1999 și retrogradând la finalul sezonului 2020-2021 înapoi definitiv în ligile inferioare.
În această perioadă de 17 sezoane petrecute în primul eșalon (între 2005 și 2009 a evoluat în Liga a II-a), echipa a cunoscut un adevărat succes, culminat cu cucerirea titlului de campioană a României în sezonul 2015-2016. Primul trofeul major din istoria clubului a fost cucerit la finalul sezonului 2013-2014, atunci când Astra a câștigat Cupa României. Pe plan intern, în total, Astra a câștigat o singură dată campionatul României, o Cupă a României și două Supercupe. Pe plan european, Dracii Negrii au jucat în cinci sezoane ale UEFA Europa League, cea mai mare performanță din această competiție fiind atingerea șaisprezecimilor de finală în sezonul 2016-2017, unde a fost eliminată de echipa belgiană Genk. Astra are o prezență și în tururile de calificare ale Ligii Campionilor, jucând în al treilea tur de calificare al sezonului 2016-2017, de unde a fost eliminată însă de echipa daneză FC Copenhaga.
Giurgiuvenii au retrogradat din prima ligă la finalul sezonului 2020-2021 și nu au mai promovat înapoi niciodată. Declinul echipei a coincis cu arestarea patronului echipei, Ioan Niculae. Astra a mai jucat un sezon în Liga a II-a, din care a retrogradat cu grave probleme financiare. Deși a fost înscrisă în sezonul 2022-2023 al Ligii a III-a, moartea echipei era inevitabilă, astfel că s-a retras din competiție după puține etape disputate, și a dispărut după mai bine de 100 de ani de activitate. Astra își disputa meciurile de pe teren propriu pe Stadionul Marin Anastasovici din Giurgiu. Înainte să se mute la Giurgiu, echipa avea baza în Ploiești pe Stadionul Astra.

## Istorie
În perioada de la sfârșitul secolului al XIX-lea și începutul celui de al XX-lea începe concesiunea masivă a terenurilor petrolifere din zonă, de către societatea Astra Română, care a fost înființată de teribilul rechin al finanțelor de la începutul secolului XIX - Henry Deterding. Profitând de faptul că nu se știa de existența țițeiului pe unele locuri, societatea a cumpărat o sumedenie de parcele de la țărani, pe prețuri minime, devenind stăpână pe regiunea Prahova.
Societatea Astra Română a format un club sportiv cuprinzând discipline ca tir , fotbal , șah și echitație sub denumirea Clubul Sportiv Astra-Română, compus din funcționari englezi, americani , olandezi și  romani  din respectiva societate, după cum anunță săptămânalul Ecoul Sportiv, apărut la data de 18 septembrie 1921.
În vara anului 1934, s-a organizat, pentru prima dată, Cupa Societăților “Astra” la fotbal, având ca scop strângerea rândurilor sportivilor acestor societăți petrolifere. Singura echipă a acestor rafinării, care a fost afiliată la Liga de Sud și a participat la întrecerea districtuală din ultimul sezon, fiind Astra Română din Câmpina. Pentru întrecerea din cadrul Cupei, organizată la Moreni, s-a anunțat și prezența directorului societății Astra Română, Van Der Meer și pentru ca participarea să fie cât mai numeroasă, s-au organizat în scurt timp, pe lângă schela Astra Română, câteva grupări. Astfel, au apărut „peste noapte”: Astra Română – schela Moreni, Astra Română - schela Boldești și Astra Română - schela Unirea Hârșa. În mai 1937, s-a organizat Cupa Societăților “Astra” din întreaga țară. După desfășurarea competiției s-a hotărât, la nivel de conducere a societății, că din aceste trei formații care purtau numele de Astra, din Prahova, să se alcătuiască una singură, care să fie înscrisă la întrecerile districtuale. Astfel, cele trei au fuzionat la data de 29 mai 1937 – formând Astra Română Ploiești. La scurt timp, o altă decizie ”venită de sus” a fost mutarea echipei lângă sediul Societății, la Câmpina, și a evoluat în District sub numele de Colombia. În luna mai, a anului 1945, Astra Română Ploiești s-a reînființat, având vechiul teren Columbia (același ca și în prezent), iar din lotul de jucători au făcut parte printre alții : Cristu, Jugaru, Bărăscu, Bonațiu, Zellingher, Busac, Lazăr II, Georgescu și Iliescu.
În mai 1945, a susținut două jocuri de baraj, tur–retur, pentru promovare în Cupa Victoriei, după cum purta numele principalul campionat al districtului Ploiești. La 9 și 12 mai 1945, a învins echipa Concordia Gura Ocniței cu 3-1 (au marcat : Ionescu - de 2 ori și A. Dragomirescu – din penalty) – în primul joc și 4-1 (au marcat : Lazăr I - de 3 ori și Boghici), în manșa secundă. În cele două jocuri disputate a folosit următoarea formație: Cristu – Gh. Dragomirescu, Bonațiu, A. Dragomirescu, Ciugaru, Chițulescu, Lazăr I , Ionescu, Lazăr II, Bărăscu și Boghici.
După o perioadă de pauză (2 ani), în vara lui 1959, este reînființată sub numele de Rafinorul I Ploiești, având ca antrenor pe Nicolae Topșa, iar din lotul de jucători au făcut parte: Gheorghe Voinea, Marin Constantin – Romeo Dumitru, Vasile Filip, Nicolae Coca, Gheorghe Stănescu, Gheorghe Cristache, Constantin Opriș, Sandu Ștefan, Gheorghe Teacă, Vlad Ilie, Gheorghe Nicolae, Viorel Marin și Dumitru Răduță.
În vara lui 1962, după câștigarea Campionatului Orășenesc - Ploiești, sub numele de Rafinorul Ploiești, are o nouă tentativă de a promova în principalul campionat de fotbal al regiunii Ploiești. În cele patru jocuri de baraj pentru promovare, antrenorul Nicolae Topșa, a folosit următorul lot de jucători: Marin Constantin, Gheorghe Voinea – Dumitru Roma (cpt), Gheorghe Stănescu, Marin Viorel, Nicolae Coca, Vasile Filip, Constantin Stelian, Stelian Popa, Constantin Opriș, Sandu Ștefan, Gheorghe Teacă, Ștefan Stănescu, Dumitru Răduță, Constantin Manu.
După 25 de ani de activitate în Campionatul Municipal Ploiești, în vara lui 1987, din postura de campioană municipală, având ca antrenor pe Gheorghe Mănescu, a revenit, după disputarea unor jocuri de baraj, în eșalonul de elită al fotbalului prahovean. Din lotul echipei au făcut parte printre alții: M. Gheorghe – Voinea, V. Ene, Avram, M. Dumitrescu, Șerban, Cioc, Moldoveanu, M. Dumitrescu, D. Gușă, Bordea, Mușat, V. Dumitrescu.
În 1990, devine Astra, promovând doi ani mai târziu în Divizia C, având ca antrenori pe Gheorghe Mănescu și Mihai Dragomir, iar din lotul echipei au făcut parte : Eugen Iacob, Marius Mihai Zencenco (portari), Vasile Nicolae, Veronel Rotaru, Octavian Costache, Mihai Radu, Adrian Dodiță, Marian Manolache, Valentin Sinescu, Cristian Nica, Iosif Stan, Iulian Savu, Mihai Ioniță, Florin Dan, Bebe Ioniță, Nicolae Ioniță, Romeo Ivan, Marian Nicolae, Cristian Zamfir, Eugen Ichim.
În Divizia C, se situează succesiv pe locurile 6, 12, 3 și 14. Cu toate că a ocupat cel din urmă loc, cea care a promovat de drept, Danubiana București, nu dispunea de susținerea financiară necesară pentru o evoluție în Divizia B, astfel că, în vara anului 1996, cele două echipe au fuzionat, iar din această fuziune a rezultat AS Danubiana Ploiești, și astfel noua echipă a evoluat în următorul sezon în Divizia B. În locul Astrei din Divizia C fiind promovată echipa Victoria Florești. În vara anului 1997, echipa avea următoarea structură organizatorică : Ioan Niculae - președintele consiliului de administrație, Marian Manea – președintele asociației sportive, Vasile Aurelian – secretarul clubului, Dan Dorobăț – președintele secției de fotbal.
După doar un sezon, se revine la denumirea tradițională de Astra, atunci când, în 1998, echipa promovează în prima divizie cu antrenorul Gabriel Stan. Oamenii care se aflau în fruntea acestui club fiind: Ioan Niculae - președintele consiliului de administrație și Marian Manea – președintele clubului. A fost pentru prima oară când Ploieștiul avea două echipe în Divizia A.
Nocturna s-a realizat când echipa era în Divizia D, pe locul vechiului teren Columbia, iar stadionul are o capacitate de 10.000 de locuri.
Pe data de 23 mai 1998, Astra promova în Divizia A pentru prima dată în istorie. Atunci, echipa antrenată de Gabi Stan a învins echipa Midia Năvodari, trupă pregătită la acel moment de un ploieștean, Virgil Dridea, și a promovat în prima divizie, unde a rezistat până la "strania și mult-mediatizata" fuziune cu Petrolul Ploiești, din anul 2003, un an mai târziu echipa având să retrogradeze. 
Deși suporterii au fost anunțați că între Astra Ploiești și ASFC Petrolul Ploiești va avea loc o fuziune, lucrurile au stat, de fapt, cu totul altfel: Astra Ploiești pur și simplu își schimbă numele în Petrolul Ploiești.
Pe data de 28 iulie 2003, prin Hotărârea 4833 a Tribunalului Prahova, SC Sport Club Astra SA Ploiești își schimbă denumirea în SC FC Petrolul SA Ploiești, avându-i la conducere pe Florin Bercea și pe Ioan Niculae. S-a ales această variantă pentru că, la acea vreme, ASFC Petrolul Ploiești era o asociație nonprofit, iar conform Legii sportului, ar fi trebuit să se transforme în SA, iar o fuziune cu Astra Ploiești și formarea unei noi societăți ar fi durat cel puțin șapte luni.
Astra a evoluat în Liga I, totalizând 5 sezoane, iar în Cupa României reușind să ajungă până în semifinalele competiției, fiind eliminată în sezonul 2001-02 de echipa Rapid București fără să fie învinsă, iar în sezonul 2002-03 a fost eliminată de echipa Dinamo București după un meci retur la București.
În 2003, Astra a fuzionat cu Petrolul, și numele ei a dispărut, momentan, din fotbalul românesc. Asta a durat doar până în 2005 când, după un conflict cu Liviu Luca, Ioan Niculae a luat câțiva jucători de la Petrolul și a înființat o nouă echipă cu denumirea de "Astra Ploiești", nume care putea fi utilizat, după ce vechea Astra se transformase în SC FC Petrolul SA. Pentru a nu începe campionatul în ultima ligă, Niculae a cumpărat cu locul echipei FC Internațional Pitești din liga a II-a. În sezonul 2005-06 Astra a terminat campionatul pe locul 10, dar cum în acel sezon cel mai slab clasat loc 10, din cele 3 serii, retrograda în Liga a III-a Astra a retrogradat pe acest criteriu. În Liga a III-a echipa a terminat sezonul pe locul cinci, iar în sezonul următor și-a schimbat numele în CSM FC Ploiești, reușind să promoveze în Liga a II-a, obținând 95 de puncte din 102 posibile.
Pe data de 6 iunie 2009, echipa a reușit promovarea în Liga I, a doua promovare consecutivă, iar imediat după aceasta, patronul Ioan Niculae a anunțat că va reveni la numele de tradiție, Astra Ploiești și la culorile vechi ale Astrei, adică alb-negru. Imediat după încheierea campionatului ligii a II-a, patronul echipei, Ioan Niculae, a investit suma de 60.000 € pentru refacerea gazonului de pe propriul stadion, stadionul Astra, în vederea disputării meciurilor din Liga I.

### Mutarea la Giurgiu, cupe europene și titlul de campioană (2012–2017)
La 21 septembrie 2012, la începutul sezonului 2012-2013 al Ligii I, Astra Ploiești s-a mutat pe Stadionul Marin Anastasovici din Giurgiu, clubul luând denumirea de Astra Giurgiu. Restructurarea masivă a lotului Astrei de către antrenorul Daniel Isăilă a dus la obținerea mai multor rezultate pozitive ale clubului proaspăt mutat în Giurgiu.
În sezonul 2012-2013, a terminat pe locul 4, dar a reușit să-și asigure pentru prima dată participarea în Europa League după ce rivalii de la Petrolul Ploiești, care au terminat campionatul pe locul 3, au câștigat Cupa României. Pornită de jos în Europa League, din turul 1 preliminar, Astra a reușit, de la debutul în cupele europene, să învingă echipe cu mai multă experiență europeană și să se califice până în Play-Off-ul competiției, unde a fost eliminată de Maccabi Haifa. În scopul luptei pentru titlu, Astra a achiziționat mai mulți jucători cu experiență: Yazalde, Paul Papp, Dănuț Coman, Ștefan Popescu, Alexandru Ioniță, Laurențiu Iorga. Sezonul 2013-2014 a reprezentat cel mai bun sezon realizat de către Astra, în toate competițiile. Astfel, echipa antrenată de Daniel Isăilă, a terminat pe locul 2 în campionat, cu 72 de puncte, pierzând titlul de campioană, pentru doar 5 puncte, în fața echipei Steaua București. A reușit însă să câștige primul trofeu din istoria sa, Cupa României, în fața aceleiași echipe, Steaua București, pe Arena Națională, aceasta fiind cea mai mare performanță din istoria clubului.
După ce a câștigat Cupa României, Astra s-a calificat direct în turul 3 preliminar și a întâlnit Slovan Liberec, câștigând ambele manșe 3-0 în Giurgiu și 3-2 în Liberec, jucând, de asemenea, și primul meci european care se desfășoară la Giurgiu. În runda play-off, Astra a întâlnit echipa franceză Olympique Lyonnais. în meciul tur de la Lyon, Astra a reușit o surpriză, impunându-se cu scorul de 2-1, prin golurile marcate de Kehinde Fatai și Constantin Budescu. În Giurgiu, Olympique Lyonnais a câștigat cu 1-0, dar Astra Giurgiu s-a calificat în faza grupelor datorită golurilor marcate în deplasare. Astra a fost apoi extrasă în Grupa D, alături de Red Bull Salzburg, Celtic Glasgow și Dinamo Zagreb. Astra și-a început aventura lor în grupă cu o înfrângere usurătoare de 1-5 la Zagreb împotriva campioanei croate Dinamo Zagreb. La 2 octombrie 2014, Astra a jucat împotriva campioanei Austriei, Red Bull Salzburg, într-unul dintre cele mai importante meciuri ce au avut loc pe Stadionul Marin Anastasovici din Giurgiu. Astra a preluat conducerea cu 1-0 prin golul lui Takayuki Seto, dar austriecii au reușit să întoarcă rezultatul la 1-2 în doar câteva minute. Apoi, Astra a jucat meciul contra celor de la Celtic, pierzând cu același scor, 1-2. La Giurgiu, Astra a reușit o remiză de 1-1 cu Celtic, William De Amorim marcând golul egalizator care a adus primul punct al Astrei în faza grupelor. Tot la Giurgiu, Astra și-a luat revanșa în fața lui Dinamo Zagreb, câștigând cu 1-0 prin golul marcat de Sadat Bukari, care a asigurat prima victorie a Astrei în faza grupelor UEFA Europa League din istoria clubului. Aventura Astrei s-a încheiat la Salzburg cu un alt rezultat de 1-5 în fața celor de la FC Salzburg. Astra a terminat pe locul al patrulea, cu patru puncte, în spatele lui Red Bull Salzburg cu șaisprezece puncte, Celtic cu opt și Dinamo Zagreb cu șase puncte.
În urma rezultatelor slabe în campionat, Isăilă este demis și înlocuit cu ucraineanul Oleh Protasov. Acesta ocupă banca tehnică a Astrei până la începutul anului 2015, apucând să obțină primele 4 puncte ale echipei în grupele unei competiții europene, Protasov fiind și el demis în urma unei serii slabe, iar Dorinel Munteanu a fost adus ca antrenor. Nici venirea lui Munti nu a redresat echipa în lupta pentru calificarea în cupele europene, mai mult, "Neamțul" a demisionat după o înfrângere de 1–2 suferită în fața celor de la Gaz Metan Mediaș. Aceasta a fost urmată de revenirea lui Marius Șumudică pe banca tehnică a Astrei, având ca obiectiv calificarea în Europa League. "Șumi" reușește să redreseze sezonul Astrei, echipa terminând campionatul pe locul 4 și calificându-se pentru a treia oară consecutiv în UEFA Europa League. Astra a terminat sezonul la egalitate de puncte cu locul 3, CFR Cluj, dar nu a reușit să ocupe podiumul din cauza înfrângerilor suferite în fața feroviarilor, 1–4 la Cluj, 0–1 la Giurgiu.
În noul sezon de Europa League, Astra a început în turul 2 preliminar trecând de echipa scoțiană Inverness Caledonian Thistle. În următorul tur preliminar, giurgiuvenii au avut un adversar de un calibru mai mare, West Ham United, una dintre cele mai populare echipe din Premier League. În meciul tur de la Londra, Astra a reușit să obțină o remiză de 2–2, după ce West Ham a avut un avantaj de 2–0 în minutul 51, prin golurile marcate de Enner Valencia și Mauro Zárate, dar Fernando Boldrin a redus diferența la 20 de minute după golul lui Zarate, iar internaționalul italian Angelo Ogbonna a marcat un auto-gol pentru a aduce scorul la egalitate. În returul de la Giurgiu, West Ham a marcat repede, prin Manuel Lanzini, în minutul 3, însă Budescu a reușit o dublă, în minutele 32 și 36, pentru a aduce o victorie istorică de 2–1 contra uneia dintre cele mai titrate echipe din Premier League, alături de o calificare în play-off, pentru al doilea an consecutiv. Astra a fost extrasă în această fază împotriva olandezilor de la AZ Alkmaar. În meciul tur de la Giurgiu, Astra a furnizat o nouă surpriză prin prisma victoriei cu scorul de 3–2 în fața celor de la AZ, meci în care olandezii au reușit să puncteze pentru 0–2 în cursul a doar două minute, între minutele 11 și 13, dar Boldrin și Alibec au reușit egalarea, urmată de golul victoriei în ultimul minut al prelungirilor în prima repriză aparținând fostului dinamovist Alexandru Dandea. În meciul retur de la Alkmaar, Astra a fost aproape de o nouă calificare în grupele Europa League, însă olandezii au reușit în ultimele 10 minute ale meciului două goluri pentru o înfrângere de 0–2, alături de o înfrângere de 3–4 la general.
În campionat, Astra a avut un început relativ slab în primele două etape ale campionatului, ce au adus doar un 2–2 cu Concordia Chiajna și o înfrângere de 1–5 în fața vicecampioanei en-titre ASA Tîrgu Mureș. Echipa a reușit să obțină mai mult în următoarele etape, odată cu prima victorie a Astrei, 2–1 cu Universitatea Craiova. În etapa a 6-a, Astra a reușit o victorie controversată de 2–0 contra campioanei en-titre, Steaua, meci în care arbitrul Sebastian Colțescu a invalidat trei goluri ale roș-albaștrilor și a acordat Astrei un penalty discutabil, din care Budescu a marcat golul de 2–0 în fața Stelei. În urma acestui meci, Astra a urcat pe primul loc în clasament. Astra a terminat turul sezonului regulat pe primul loc după o victorie de 1–0 contra lui Dinamo, echipa din Giurgiu începând play-offul cu 27 de puncte, cu 2 mai multe decât a doua clasată, Steaua, campioana ultimilor trei ediții ale primei divizii. Giurgiuvenii au început play-off-ul cu o victorie de 2–0 în fața celor de la Viitorul Constanța, înainte de a pierde cu 0–2 în fața principalei contra-candidate la titlul de campioană, Steaua. În ciuda acestei înfrângeri, Astra a rămas pe locul 1, iar în etapa a 7-a din play-off, s-a impus cu 2–0 în fața celor de la Steaua, distanțându-se la 6 puncte față de contra-candidată în lupta pentru titlu. Pe 1 mai 2016, în urma unui 4–2 cu Dinamo, pe fondul egalului de 1–1 dintre Steaua și Pandurii, Astra Giurgiu a obținut primul titlu de campioană a României. După ce a reușit să câștige primul titlu de Campioană din istoria clubului, Astra Giurgiu s-a luptat , înainte de începerea noului sezon de Liga I Orange pentru Supercupa României. Echipa de la malul Dunării a întâlnit deținătoarea Cupei României, CFR Cluj sâmbătă, 16 iulie pe Arena din Cluj. Pe o ploaie torențială care s-a menținut pe tot parcursul meciului, Astra Giurgiu a reușit să cucerească a doua Supercupă din palmaresul clubului, după un gol marcat de William De Amorim în minutul 86 al partidei.După ce a reușit să câștige primul titlu de Campioană din istoria clubului, Astra Giurgiu s-a luptat , înainte de începerea noului sezon de Liga I Orange pentru Supercupa României. Echipa de la malul Dunării a întâlnit deținătoarea Cupei României, CFR Cluj sâmbătă, 16 iulie pe Arena din Cluj. Pe o ploaie torențială care s-a menținut pe tot parcursul meciului, Astra Giurgiu a reușit să cucerească a doua Supercupă din palmaresul clubului, după un gol marcat de William De Amorim în minutul 86 al partidei.
Participarea istorică a Astrei în UEFA Champions League s-a încheiat chiar în primul tur, echipa fiind rapid eliminată de campioana Danemarcei, FC Copenhaga. Ajunsă în Europa League, Astra a reușit s-o elimine, din nou, pe West Ham, după o victorie surprinzatoare la Londra, 1–0, asigurandu-i, pentru a doua oară, calificarea în grupele Europa League. Echipa a fost extrasă în Grupa E, alături de AS Roma, Viktoria Plzeň și Austria Viena. În ciuda faptului că a avut zero puncte după două runde, Astra Giurgiu a reușit să le învingă pe Viktoria Plzeň și Austria Viena în meciurile din deplasare; acest lucru, pe lângă un egal alb pe teren propriu cu Roma, și eșecul Austriei Viena contra celor de la Plzeň, a asigurat Astrei locul 2 în grupa și calificarea, în premieră, în Primăvara Europeană. În șaisprezecimile de finala, Astra s-a confruntat cu belgienii de la Genk. Un 2-2 la Giurgiu urmat de un 0-1 în Belgia a pus capăt celei mai bune campanii europene din istoria clubului.
În campionat, în ciuda unui început cu stângul, în care Astra s-a chinuit în a doua jumătate a clasamentului pentru majoritatea sezonului regulat, giurgiuvenii au reușit să–și asigure calificarea în play-off printr-o serie de 8 victorii consecutive. În play-off, însă, Astra nu a acumulat decât 5 puncte, terminând campionatul pe locul 6. Cu toate că a pierdut și finala Cupei României în fața celor de la FC Voluntari, Astra s-a calificat din nou pentru Europa League datorită faptului că CFR Cluj și FC Voluntari nu aveau licența UEFA.

### Decăderea și problemele financiare
După plecarea lui Marius Șumudică, Astra nu a mai reușit să se impună ca o forță în fotbalul românesc. Edward Iordănescu i-a succedat lui "Șumi" pe banca tehnică a formației, acesta beneficiind de un buget semnificativ mai mic față de cel al predecesorului său. Echipa a fost eliminată din Europa League în turul 3, de ucrainienii de la FC Oleksandria. În următorii ani, Astra a continuat să rateze, în extremis, o nouă prezență în cupele europene, iar în 2019, au pierdut o nouă finală a Cupei, de data asta în fața celor de la Viitorul Constanța.

### Controverse
La începutul lunii septembrie 2020, ANAD a intrat în posesia unor fotografii, pe care o clinică din București le-a postat pentru a-și promova imagina și tratamentele pe care le efectuează. În respectivele poze apăreau Alexandru Ioniță, Kehinde Fatai și Takayuki Seto, jucătorii Astrei, cu perfuziile-n venă. După ce a fost vizitată de ANAD, clinica a luat o decizie surprinzătoare: a șters toate pozele urcate pe Instagram.
Pe 26 ianuarie 2021, Gazeta Sporturilor a publicat informații despre faptul că unul dintre cei 3 jucători de la Astra care erau, în acel moment, în stare de suspendare provizorie din cauza faptului că asupra lor planau acuzații că au apelat la o terapie interzisă de regulamentul WADA a recunoscut toate aceste acuzații! Acest lucru s-a întâmplat la al treilea termen care a avut loc la comisia de audieri de la ANAD, pe 14 ianuarie 2021.
Atunci, Ioniță a fost singurul dintre cei trei care a participat, după ce și el refuzase să se prezinte la primele două termene, din finalul anului 2020.

### Denumiri anterioare
- 1921: Clubul Sportiv Astra-Română
- 1934: Astra Română Câmpina
- 1937: Astra Română Ploiești
- 1938: Colombia Ploiești
- 1945: Astra Română Ploiești
- 1959: Rafinorul Ploiești
- 1990: CS Astra Ploiești
- 1996: AS Danubiana Ploiești
- 1998: SC FC Astra Ploiești
- 2005: CSM Ploiești
- 2007: FC Ploiești
- 2009: FC Astra Ploiești
- 2012: FC Astra Giurgiu

## Lotul de jucători
La 7 septembrie 2024.
| Nr. |  | Poziție | Jucător |
| --- |  | ------- | ------- |

### Astra II
La 22 mai 2017.
| Nr. |         | Poziție | Jucător                                    |
| --- | ------- | ------- | ------------------------------------------ |
| —   | România | P       | Iulian Nedelcu                             |
| —   | România | F       | Fabian Ioniță                              |
| —   | România | F       | Bogdan Mihăilă                             |
| —   | România | F       | Cătălin Pahonțu                            |
| —   | România | F       | Andrei Roman                               |
| —   | România | F       | Daniel Vîrtej                              |
| —   | România | M       | Paulian Banu                               |
| —   | România | M       | Alin Bărîcă (împrumutat de la SCM Pitești) |
| —   | România | M       | Mihai Butean                               |
| —   | România | M       | Ionuț Chiși                                |

| Nr. |         | Poziție | Jucător             |
| --- | ------- | ------- | ------------------- |
| —   | România | M       | Cristian Cioran     |
| —   | România | M       | Denis Constantin    |
| —   | România | M       | Leonard Dăncilă     |
| —   | România | M       | Andrei Ioniță       |
| —   | România | M       | Berti Nicola        |
| —   | România | M       | Alexandru Oaie      |
| —   | România | M       | Constantin Popescu  |
| —   | România | M       | Șerban Marian       |
| —   | România | A       | Alin Gheorghe       |
| —   | România | A       | Marius Șumudică Jr. |

## Staff tehnic
La 9 mai 2021. 

## Palmares

### Competiții Naționale

#### Ligi:
```
 
Liga I
```

Campioană (1) : 2016
Vicecampioană (1): 2013-14
```
 
Liga
 
 I I
```

Campioană (1) : 1997–98
Vicecampioană (1): 2008–09
```
 
Liga III
```

Campioană (1) : 2007–08

#### Cupe:
```
 
Cupa României
```

Câștigătoare  (1): 2013-14
Finalistă  (3): 2016-17, 2018-19, 2020-21
```
Supercupa României
```

Câștigătoare (2): 2014, 2016

### European
```
Liga Campionilor
```

- Turul 3 (1): 2016-17

```
UEFA Europa League
```

- Șaisprezecimi (1) : 2016-17

### Palmares Astra II Ploiești
Liga a IV-a – județul Prahova
- Câștigătoare (1): 2013-14

Cupa României – județul Prahova
- Câștigătoare (1): 2013-14

Sezoane in Liga a III-a: 8
Cel mai bun loc in Liga a III-a: locul 4 (2017-18)
Cel mai bun parcurs in Cupa Romaniei: Turul 1 (2014-15, 2015-16)

## Evoluția în Campionat
| Sezonul   | Liga        | Poz. | M  | V  | E  | Î  | GM | GP | Pct. | Note                                                                                       |
| --------- | ----------- | ---- | -- | -- | -- | -- | -- | -- | ---- | ------------------------------------------------------------------------------------------ |
| 1992/1993 | Liga III    | 6    | 38 | 19 | 4  | 15 | 57 | 51 | 42   |                                                                                            |
| 1993/1994 | Liga III    | 12   | 36 | 14 | 6  | 16 | 40 | 47 | 34   |                                                                                            |
| 1994/1995 | Liga III    | 3    | 36 | 21 | 3  | 12 | 68 | 35 | 66   |                                                                                            |
| 1995/1996 | Liga III    | 14   | 36 | 15 | 3  | 18 | 51 | 52 | 48   | A fuzionat cu Danubiana București care a obținut, în prealabil, promovarea în liga secundă |
| 1996/1997 | Liga II     | 8    | 34 | 14 | 9  | 11 | 42 | 31 | 51   | A jucat sub numele de AS Danubiana Ploiești                                                |
| 1997/1998 | Liga II     | 1    | 34 | 28 | 4  | 2  | 80 | 20 | 88   |                                                                                            |
| 1998/1999 | Liga I      | 10   | 34 | 13 | 7  | 14 | 40 | 38 | 46   |                                                                                            |
| 1999/2000 | Liga I      | 10   | 34 | 13 | 8  | 13 | 43 | 41 | 47   |                                                                                            |
| 2000/2001 | Liga I      | 10   | 30 | 11 | 7  | 12 | 41 | 36 | 40   |                                                                                            |
| 2001/2002 | Liga I      | 12   | 30 | 9  | 10 | 11 | 29 | 28 | 37   |                                                                                            |
| 2002/2003 | Liga I      | 9    | 30 | 13 | 3  | 14 | 42 | 42 | 42   |                                                                                            |
| 2005/2006 | Liga II     | 10   | 30 | 12 | 4  | 14 | 45 | 50 | 40   |                                                                                            |
| 2006/2007 | Liga III    | 5    | 32 | 15 | 7  | 10 | 48 | 40 | 52   |                                                                                            |
| 2007/2008 | Liga III    | 1    | 34 | 31 | 2  | 1  | 83 | 18 | 95   | A promovat sub numele de CSM FC Ploiești                                                   |
| 2008/2009 | Liga II     | 2    | 30 | 21 | 4  | 5  | 62 | 32 | 67   | A promovat sub numele de FC Ploiești                                                       |
| 2009/2010 | Liga I      | 14   | 34 | 8  | 12 | 14 | 33 | 45 | 36   |                                                                                            |
| 2010/2011 | Liga I      | 11   | 34 | 10 | 15 | 9  | 36 | 30 | 45   |                                                                                            |
| 2011/2012 | Liga I      | 12   | 34 | 11 | 8  | 15 | 36 | 43 | 41   |                                                                                            |
| 2012/2013 | Liga I      | 4    | 34 | 17 | 9  | 8  | 64 | 37 | 60   | S-a calificat pentru UEFA Europa League 2013-2014                                          |
| 2013/2014 | Liga I      | 2    | 34 | 22 | 6  | 6  | 70 | 28 | 72   | S-a calificat pentru UEFA Europa League 2014-2015                                          |
| 2014/2015 | Liga I      | 4    | 34 | 15 | 12 | 7  | 53 | 27 | 57   | S-a calificat pentru UEFA Europa League 2015-2016                                          |
| 2015/2016 | Liga I      | 1    | 36 | 21 | 10 | 5  | 62 | 38 | 73   | S-a calificat pentru Liga Campionilor 2016-2017                                            |
| 2016/2017 | Liga I      | 6    | 36 | 14 | 7  | 15 | 42 | 45 | 49   | S-a calificat pentru UEFA Europa League 2017-2018                                          |
| 2017/2018 | Liga I      | 5    | 36 | 16 | 7  | 13 | 41 | 39 | 55   |                                                                                            |
| 2018/2019 | Liga I      | 5    | 36 | 13 | 9  | 14 | 42 | 43 | 48   |                                                                                            |
| 2019/2020 | Liga I      | 3    | 34 | 16 | 9  | 9  | 50 | 37 | 57   |                                                                                            |
| 2020/2021 | Liga I      | 15   | 39 | 10 | 13 | 16 | 44 | 51 | 43   | A retrogradat în Liga II                                                                   |
| 2021/2022 | Liga a II-a | 15   | 39 | 10 | 13 | 16 | 44 | 51 | 43   | A retrogradat în Liga a III-a                                                              |

| Campioană | Vice-campioană | Promovată | Retrogradată |

## Evoluția în Cupa României
| Sezonul   | Adversarul            | Tur                  | Retur      | Faza competiției |
| --------- | --------------------- | -------------------- | ---------- | ---------------- |
| 1996/1997 | Farul Constanța       | 1-2                  |            | Șaisprezecimi    |
| 1998/1999 | UM Timișoara          | 0-2                  |            | Șaisprezecimi    |
| 1999/2000 | Oțelul Galați         | 1-2 (d.p.)           |            | Optimi           |
| 2000/2001 | Metrom Brașov         | 1-2 (d.p.)           |            | Șaisprezecimi    |
| 2001/2002 | Rapid București       | 2-2                  | 0-0        | Semifinale       |
| 2002/2003 | Dinamo București      | 2-1                  | 1-3 (d.p.) | Semifinale       |
| 2005/2006 | Chimia Brazi          | 1-2                  |            | Turul al 5-lea   |
| 2006/2007 | Petrolistul Boldești  | 0-3                  |            | Turul al 3-lea   |
| 2007/2008 | FCM Câmpina           | 3-4                  |            | Turul al 4-lea   |
| 2008/2009 | Universitatea Craiova | 1-3                  |            | Șaisprezecimi    |
| 2009/2010 | Dinamo București      | 1-2                  |            | Sferturi         |
| 2010/2011 | Rapid București       | 0-2                  |            | Optimi           |
| 2011/2012 | Petrolul Ploiești     | 0-1                  |            | Optimi           |
| 2012/2013 | CFR Cluj              | 0-0                  | 0-2        | Semifinale       |
| 2013/2014 | Steaua București      | 0-0 (d.p.) 4-2 (11m) |            | Finală           |
| 2014/2015 | CS Mioveni            | 1-3                  |            | Șaisprezecimi    |
| 2015/2016 | Dinamo București      | 1-2                  |            | Sferturi         |
| 2016/2017 | FC Voluntari          | 1-1 (d.p.) 3-5 (11m) |            | Finală           |
| 2017/2018 | Gaz Metan Mediaș      | 0-1                  |            | Sferturi         |
| 2018/2019 | Viitorul Constanța    | 1-2 (d.p.)           |            | Finală           |
| 2019/2020 | Sepsi OSK             | 2-4                  |            | Optimi           |
| 2020/2021 | CSU Craiova           | 2-3 (d.p.)           |            | Finală           |

## Evoluția în Cupa Ligii
| Sezonul   | Adversarul       | Tur        | Retur | Faza competiției   | Note            |
| --------- | ---------------- | ---------- | ----- | ------------------ | --------------- |
| 1994      | N/A              |            |       |                    | Nu a participat |
| 1998      | N/A              |            |       |                    | Nu a participat |
| 2000      | N/A              |            |       |                    | Nu a participat |
| 2014/2015 | Steaua București | 0-3        | 2-0   | Semifinale         |                 |
| 2015/2016 | Steaua București | 0-1        | 0-2   | Semifinale         |                 |
| 2016/2017 | Dinamo București | 2-5 (d.p.) |       | Sferturi de finală |                 |

## Astra în Cupele Europene
| Europa League 2013/2014    |     |                 |
| Turul 1                    |     |                 |
| Astra                      | 2-0 | Domžale         |
| Domžale                    | 0-1 | Astra           |
| Turul 2                    |     |                 |
| Astra                      | 1-1 | Omonia          |
| Omonia                     | 1-2 | Astra           |
| Turul 3                    |     |                 |
| Trenčín                    | 1-3 | Astra           |
| Astra                      | 2-2 | Trenčín         |
| Play-Off                   |     |                 |
| Maccabi Haifa              | 2-0 | Astra           |
| Astra                      | 1-1 | Maccabi Haifa   |
| Europa League 2014/2015    |     |                 |
| Turul 3                    |     |                 |
| Astra                      | 3-0 | Slovan          |
| Slovan                     | 2-3 | Astra           |
| Play-Off                   |     |                 |
| Lyon                       | 1-2 | Astra           |
| Astra                      | 0-1 | Lyon            |
| Faza grupelor              |     |                 |
| Dinamo Zagreb              | 5-1 | Astra           |
| Astra                      | 1-2 | Salzburg        |
| Celtic                     | 2-1 | Astra           |
| Astra                      | 1-1 | Celtic          |
| Astra                      | 1-0 | Dinamo Zagreb   |
| Salzburg                   | 5-1 | Astra           |
| Europa League 2015/2016    |     |                 |
| Turul 2                    |     |                 |
| Inverness                  | 0-1 | Astra           |
| Astra                      | 0-0 | Inverness       |
| Turul 3                    |     |                 |
| West Ham United            | 2-2 | Astra           |
| Astra                      | 2-1 | West Ham United |
| Play-Off                   |     |                 |
| Astra                      | 3-2 | Alkmaar         |
| Alkmaar                    | 2-0 | Astra           |
| Liga Campionilor 2016/2017 |     |                 |
| Turul 3                    |     |                 |
| Astra                      | 1-1 | Copenhaga       |
| Copenhaga                  | 3-0 | Astra           |
| Europa League 2016/2017    |     |                 |
| Play-off                   |     |                 |
| Astra                      | 1-1 | West Ham United |
| West Ham United            | 0-1 | Astra           |
| Faza grupelor              |     |                 |
| Astra                      | 2-3 | Austria Viena   |
| AS Roma                    | 4-0 | Astra           |
| Plzeň                      | 1-2 | Astra           |
| Astra                      | 1-1 | Plzeň           |
| Austria Viena              | 1-2 | Astra           |
| Astra                      | 0-0 | AS Roma         |
| Șaisprezecimi              |     |                 |
| Astra                      | 2-2 | Genk            |
| Genk                       | 1-0 | Astra           |
| Europa League 2017/2018    |     |                 |
| Turul 2                    |     |                 |
| Astra                      | 3-1 | Zira            |
| Zira                       | 0-0 | Astra           |
| Turul 3                    |     |                 |
| Astra                      | 0-0 | Oleksandria     |
| Oleksandria                | 1-0 | Astra           |

### Bilanț general
UEFA Champions League:
| Sezoane | Meciuri | Victorii | Egaluri | Înfrângeri | Goluri Marcate | Goluri Primite | Puncte |
| ------- | ------- | -------- | ------- | ---------- | -------------- | -------------- | ------ |
| 1       | 2       | 0        | 1       | 1          | 1              | 4              | 1      |

UEFA Europa League:
| Sezoane | Meciuri | Victorii | Egaluri | Înfrângeri | Goluri Marcate | Goluri Primite | Puncte |
| ------- | ------- | -------- | ------- | ---------- | -------------- | -------------- | ------ |
| 4       | 34      | 14       | 10      | 10         | 45             | 46             | 52     |

Total:
| Apariții | Jucate | Victorie | Egal | Înfrângere | GM | GP | Pct |
| -------- | ------ | -------- | ---- | ---------- | -- | -- | --- |
| 5        | 36     | 14       | 11   | 11         | 46 | 50 | 53  |

## Clasamentul UEFA al cluburilor
Acesta este coeficientul UEFA al clubului, la data de 28 august 2020:
| Poz. | Echipa        | Puncte |
| ---- | ------------- | ------ |
| 130  | Vitória SC    | 8.000  |
| 131  | F91 Dudelange | 8.000  |
| 132  | Astra         | 8.000  |
| 133  | Osmanlıspor   | 8.000  |
| 134  | Rio Ave FC    | 7.949  |

## Jucători emblematici
| - Marius Alexe - Denis Alibec - Constantin Bârsan - Marius Bratu - Syam Ben Youssef - Constantin Budescu - Mircea Ciorea - Daniel Costescu - Cristian Crăciun - Marian Cristescu - Mihai Dăscălescu - William De Amorim - Cornel Dobre - Lucian Dobre | - Florentin Dumitru - Marin Dună - Gabriel Enache - Kehinde Fatai - George Florescu - Liviu Ganea - Lucian Goian - Alexandru Iatan - Mirko Ivanovski - Robert Ilyeș - Vincent Laban - Dan Lăcustă - Florin Lovin - Dragoș Mihalache | - Cornel Mihart - Júnior Morais - Daniel Movilă - Cătălin Mulțescu - Liviu Negoiță - Ousmane N'Doye - Bogdan Nicolae - Daniel Niculae - Marius Lățescu - Marius Pastor - Paulinho - Adrian Pătulea - Georgian Păun - Alexandru Ioniță | - Daniel Petroesc - Florin Prunea - Pedro Queirós - Gheorghe Rohat - Takayuki Seto - Pompiliu Stoica - Sorin Strătilă - Filipe Teixeira - Dinu Todoran - Ștefan Vrăbioru - Seidu Yahaya - Yazalde - Fwayo Tembo |

## Foști antrenori
| - Gabriel Stan - Valentin Sinescu - Vasile Simionaș - Costică Ștefănescu - Marin Ion - Constantin Stancu - Gheorghe Mulțescu - Marian Bondrea - Florin Marin - Marin Dună - Petre Gigiu - Vasile Cosarek | - Dennis Șerban - Valeriu Răchită - Marius Șumudică - Ion Moldovan - Nicolò Napoli - Marin Barbu - Mihai Stoichiță - Tibor Selymes - Toni Conceição - Mircea Rednic - Bogdan Stelea - Gheorghe Mulțescu | - Valentin Sinescu - Daniel Isăilă - Oleh Protasov - Dorinel Munteanu - Eduard Iordănescu - Marius Măldărășanu - Costel Enache - Dan Alexa - Eugen Neagoe |